# محاصره پاریس
محاصرهٔ پاریس رویدادی بود که در آن ارتش پروس از ۱۹ سپتامبر ۱۸۷۰ تا ۲۸ ژانویهٔ ۱۸۷۱ میلادی شهر پاریس را محاصره‌کرد. سرانجام این درگیری پیروزی قطعی پروس بود.محاصرهٔ پاریس نبردی از رشته جنگ‌های فرانسه و پروس بود.